# Claudia Bret-Charbonnier
Claudia Julia Bret-Charbonnier, née à Lyon le 25 avril 1863 , où elle est morte le 30 avril 1951, est une artiste-peintre française.

## Biographie

### Famille
Claudia Bret-Charbonnier nait en 1863 d'Anne-Françoise Bourguyelle et de Claude Charbonnier, menuisier,. Elle se marie le 17 août 1886.

### Formation
Claudia Bret-Charbonnier est élève à Paris d'Édouard Cabane, Michel Pradel, Jules Ferdinand Médard, de Clothilde Alliod, d'Ernest Quost, de Gabriel Édouard Thurner et de Pierre Bourgogne. André Benoît Perrachon lui aurait donné des cours à Lyon. Peintre, pastelliste, aquarelliste, elle produit des portraits, des paysages et des fleurs,.

### Carrière artistique
Claudia Bret-Charbonnier commence à exposer au Salon de la Société lyonnaise des beaux-arts en 1885 et au Salon d'automne en 1889. Elle y expose jusqu'en 1945 des peintures et aquarelles, essentiellement de fleurs, ainsi que des paysages, et des portraits au pastel. Elle participe également régulièrement à plusieurs salons provinciaux, comme celui de Roanne en 1890 et de Grenoble à la fin du siècle ou de Nîmes.
Elle obtient beaucoup de succès dans les dernières années du siècle, sa production est importante. Elle est sociétaire aux Artistes français et à l'Union des femmes peintres et sculpteurs. Elle représente les peintres lyonnais au Concours national d'agriculture et d'horticulture en 1907. Elle bénéficie d'acquisitions de l’État à deux reprises, et est à la tête d'un des ateliers les plus fréquentés et prestigieux de Lyon, où travaillent en particulier des jeunes filles de bonne famille.
Elle participe à une dernière exposition en 1943.
Elle meurt en 1951 à Lyon.

## Galerie

Œuvres de Claudia Bret-Charbonnier
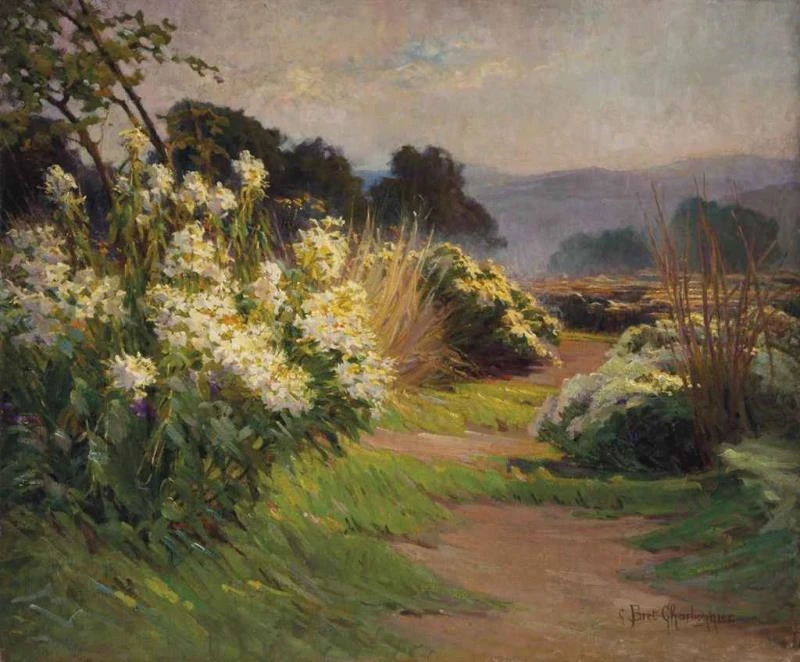
Paysage en fleurs
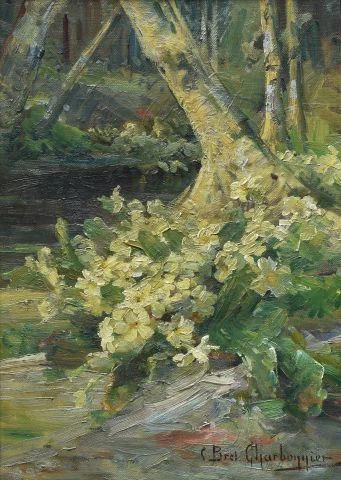
Fleurs au bord de la rivière

## Collections publiques
- Chrysanthèmes, 1900, musée des beaux-arts de Lyon
- Le Coin de mare, 1909, musée des beaux-arts de Lyon
- Roses, musée des Ursulines de Mâcon

## Récompenses
- 1896, médaille de bronze au Salon nîmois[6]
- 1900, deuxième médaille au Salon de la Société lyonnaise des beaux-arts[3]
- 1913, prix de nature morte de l'Union des Femmes peintres et sculpteurs[9]
- 1914, médaille de bronze au Salon des artistes français[3]